# Przemysław Niesiołowski
Przemysław Niesiołowski (ur. 1974 w Siedlcach) – polski afrykanista i dyplomata, ambasador RP w Libanie (2018–2024) oraz Nigerii (2009–2015).

## Życiorys
Przemysław Niesiołowski ukończył studia afrykanistyczne na Uniwersytecie Warszawskim oraz master of business administration (MBA) w Szkole Głównej Gospodarstwa Wiejskiego w Warszawie.
W 1998 rozpoczął pracę w Ministerstwie Spraw Zagranicznych (MSZ) jako aplikant. Po roku został członkiem misji OBWE w Kosowie. W latach 1999–2001 pracował w Departamencie Polityki Kulturalno-Naukowej MSZ jako referendarz i ekspert oraz szef regionalnego biura UNDP w Kosowie. Od 2001 pracował w Ambasadzie RP w Nigerii (z siedzibą w Lagos) na stanowisku zastępcy kierownika placówki w stopniu II i I sekretarza, a w 2004 objął funkcję kierownika konsulatu generalnego tamże (po przeniesieniu ambasady do Abudży). W latach 2005–2006 pełnił funkcję I sekretarza w Departamencie Afryki i Bliskiego Wschodu MSZ. W 2006 został radcą w Ambasadzie w Nairobi. W kolejnych latach pełnił funkcje zastępcy kierownika i kierownika tej placówki.
28 maja 2009 został Ambasadorem RP w Nigerii, akredytowanym także w Ghanie, Gwinei, Kamerunie, Wybrzeżu Kości Słoniowej, Togo, Gwinei Równikowej, Sierra Leone oraz Beninie. 26 czerwca 2015 zakończył misję w Nigerii. W 2015 uzyskał tytuł ambasadora ad personam. Po powrocie do Polski pełnił funkcję zastępcy dyrektora, a od kwietnia 2016 dyrektora, Departamentu Afryki i Bliskiego Wschodu MSZ. Od lutego 2018 do września 2024 był ambasadorem w Libanie (formalnie odwołany w kwietniu 2025). W styczniu 2025 został zastępcą dyrektora Departamentu Afryki i Bliskiego Wschodu MSZ.
Posługuje się językami: angielskim, francuskim, suahili i rosyjskim.